# CBCオプテックス

CBCオプテックス株式会社（シービーシーオプテックス）は、東京都大田区に所在する、反射防止膜、バンドパスフィルター、ダイクロイックミラー、ダイクロイックフィルター、レーザーミラー、NDフィルター、金属膜、ビームスプリッター、透明電極膜等の光学フィルターを、小ロット試作用から量産にいたるまで、蒸着することにより製造している会社である。

## 概要
- 創業日：1995年（平成7年）11月10日
- 資本金：1億5000万円
- 従業員：30名
- 代表者：星野光明（代表取締役社長）
- 所在地：東京都大田区平和島5丁目6番地1号
- 主要製品：光学薄膜製品の設計・開発・製造　及び販売

## 関連会社
- CBC株式会社